# Seznam indijskih filmskih producentov
Seznam indijskih filmskih producentov.

## A
- Amitabh Bachchan
- Aziz Mirza

## B
- Bobby Bedi
- Boney Kapoor

## D
- Dev Anand

## G
- Gulshan Rai

## J
- Juhi Chawla

## K
- K. C. Bokadia
- K.T. Kunjumon

## M
- Mira Nair
- Mohanlal
- Mukesh Bhatt

## P
- Pooja Bhatt

## R
- Raj Kapoor
- Ram Gopal Varma

## S
- Shahrukh Khan
- Sooraj Barjatya
- Subhash Ghai
- Subodh Mukherjee
- Sunil Dutt

## V
- Vidhu Vinod Chopra

## Y
- Yash Chopra
- Yash Johar